# Мария Луиза Ганноверская
Мария Луиза Ганноверская и Камберлендская (нем. Maria-Luise von Hannover und Cumberland; 11 октября 1879, Гмунден, Верхняя Австрия — 31 января 1948, Залемское аббатство) — супруга принца Максимилиана Баденского.

## Биография
Мария Луиза — старшая дочь кронпринца Ганновера Эрнста Августа и его супруги Тиры Датской, младшей дочери короля Дании Кристиана IX и Луизы Вильгельмины Гессен-Кассельской.
10 июня 1900 года в Гмундене Мария Луиза вышла замуж за принца Максимилиана Баденского, сына принца Вильгельма Баденского, прусского генерала и младшего брата великого герцога Баденского Фридриха I, и его супруги герцогини Марии Лейхтенбергской. У Марии Луизы в браке с Максом Баденским родилось двое детей:
- Мария Александра (1902—1944), замужем за принцем Гессенским Вольфгангом
- Бертольд (1906—1963), женат на принцессе Греческой и Датской Теодоре.